# Kamondy Imre
Kamondy Imre névvariáns: Kamondi Imre (Budapest, 1961. március 14. –) magyar színész, író, költő, zenész, festő.

## Életpályája
A budapesti Kölcsey Ferenc Gimnáziumban érettségizett. Színészként 1980 és 1989 között a kaposvári Csiky Gergely Színház társulatának tagja volt. 1984-től publikál. Versei, írásai megjelentek például az Élet és Irodalom, a Törökfürdő, a Csillagszálló című lapokban. Zenészként 1992 és 2000 között a Vadsanzon zenekar alapító tagja és frontembere, 2001 óta a Cabaret Medrano zenekar frontembere. 2004 és 2008 között 3 alkalommal színházi zenét is komponált: a kecskeméti Katona József Színház, Szkéné Színház, a kapolcsi Művészetek Völgye Fesztivál számára. 2012-ben megjelent első könyve: Kacat Király a Lim-lomok földjén című verses meseregény. 2008-ban fél éven át szemináriumot tartott az 1905 és 1913 között alkotó expresszionista német festők munkáiról (pl. Brucke csoport) a Képzőművészeti Szakközépiskolában. 2015-től vesz részt csoportos és egyéni kiállításokon.

## Színházi szerepeiből
- William Shakespeare: Hamlet, dán királyfi... Bernardo
- William Shakespeare: Szentivánéji álom... Dudás
- Alekszandr Szergejevics Puskin: Borisz Godunov... Költő
- Fjodor Mihajlovics Dosztojevszkij – Regős János: Ördögök ideje... Erkel Ferenc (a Halál Angyala)
- Bertolt Brecht: Kurázsi mama és gyermekei... I. katona
- Peter Weiss: Marat/Sade... Lavoisier
- George Bernard Shaw: Szent Johanna... Ladvenu ülnök, szerzetes
- Alfred Jarry: Übü király... Elek cár
- Thomas Mann: Mario és a varázsló... Mario
- Erich Kästner: Emil és a detektívek... Professzor
- Witold Gombrowicz: Yvonne, burgundi hercegnő... Koldus
- Tennessee Williams: A vágy villamosa... Pénzbeszedő fiatalember
- Frank Wedekind: A tavasz ébredése... Ernst, diák
- E. T. A. Hoffmann: Diótörő... Diótörő (titkos Herceg); Egy fiú a házból
- Dennis Scott: Sir Gawain és a Zöld lovag... Lovag
- Jurij Miljutyin: Filmcsillag... Operatőr
- Weöres Sándor: A kétfejű fenevad... Első komédiás diák
- Rejtő Jenő: Csontbrigád... szereplő
- Ács János: Egy kiállítás képei... Fiú
- Lukáts Andor – Federico Fellini: Etűdök a szerelemről... Szép lány
- Lukáts Andor – Vladislav Vančura: Szeszélyes nyár... Arnostek
- Mohácsi János: Tévedések végjátéka avagy tévedések víg játéka.. szereplő
- Szilágyi László – Kellér Dezső – Ábrahám Pál – Harmath Imre: 3:1 a szerelem javára... szereplő
- Kiss Anna: Bolondmalom... Első kérő; Első őrlető

## Filmek, tv
- Ketten a tavon (1977)
- Shakespeare: Szentivánéji álom (színházi előadás tv-felvétele, 1981)
- Alagút (1982)
- Boszorkányszombat (1984)
- Idő van (1986)
- Tévedések vígjátéka, avagy Tévedések víg játéka (színházi előadás tv-felvétele, 1988)
- Jó estét, Wallenberg Úr (1990)
- Yvonne, burgundi hercegnő (1990)
- Ördög vigye (1992)
- Sose halunk meg (1993)
- Kugli – Fegyencek szabadságon (1993)
- "Küldte Vénusz hozzám Cupidót..." (1995)
- A végső játszma (2001)
- Utóirat (2007)
- Tréfa (2009)
- Nyolctól tízig (2018)

## Könyv
- Kamondy Imre: Kacat király a Lim-Lomok földjén (Csodaceruza Kiadó, 2012) ISBN 9786155255007

## Kiállításaiból
- Szentendre főtér (2016 – csoportos kiállítás)
- Kiadó étterem kávéház (2017 – egyéni kiállítás)
- Kondor Béla Közösségi Ház (2017 – csoportos kiállítás)
- Fővárosi Szabó Ervin Könyvtár  – Vissza térni délre (2018 – egyéni kiállítás)
- Kugler Art szalon Galéria –  Álom utazás (2019 – egyéni kiállítás)
- Pótkulcs – Lisszaboni bárban (2021 – egyéni kiállítás)